# Cubismo sintetico

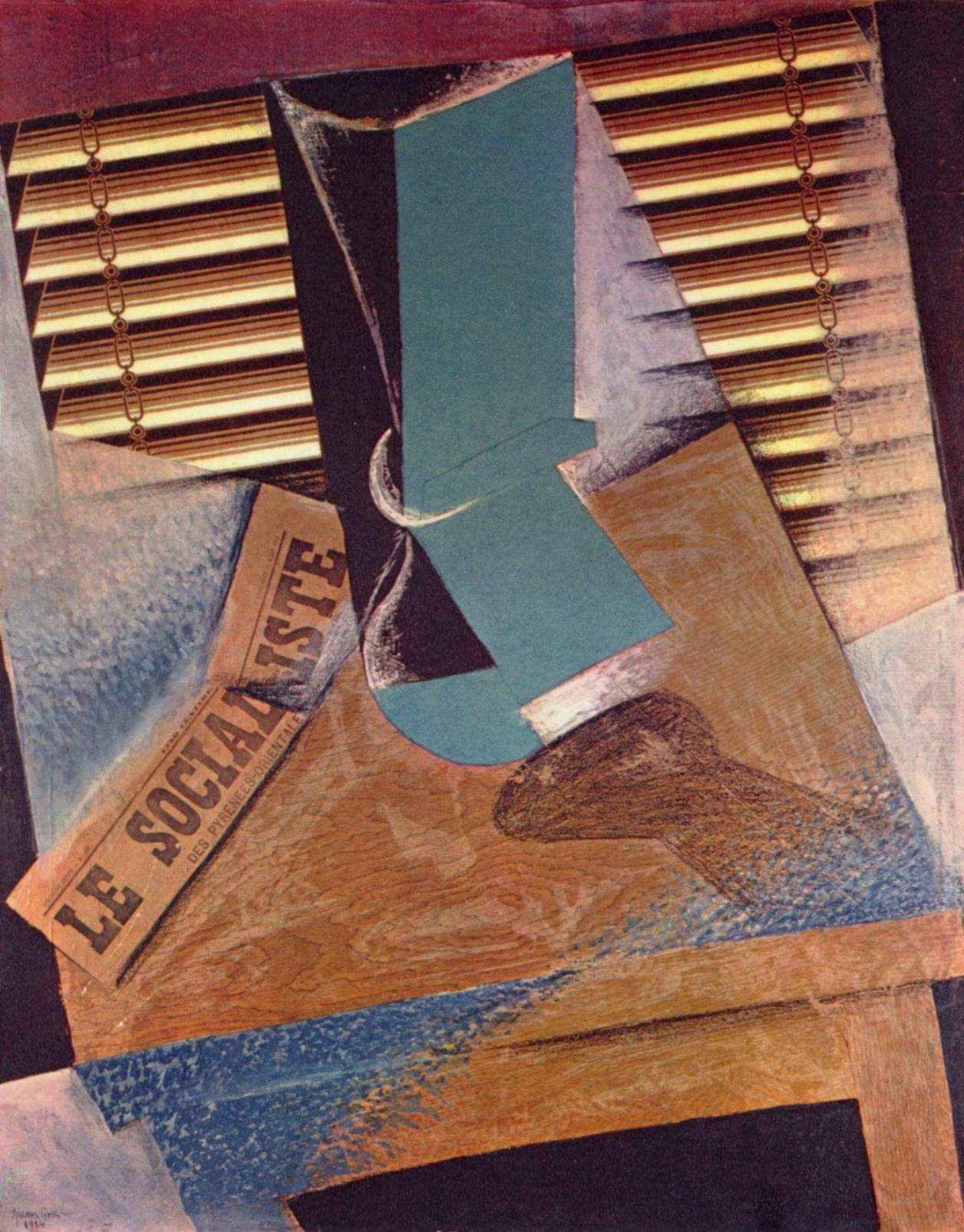
Juan Gris, La tenda del sole (1914), Londra, Tate Gallery.

La nascita del cubismo sintetico, termine con cui usualmente si identifica la seconda parte del movimento pittorico, viene comunemente fatta risalire al 1912, anno in cui Picasso dipinse Natura morta con sedia impagliata. Quest'ultima fase del Cubismo iniziò nel 1912 e terminò nel 1914.
Le caratteristiche compositive principali del cubismo sintetico risiedono nella scelta di giustapporre o sovrapporre parti distinte di una rappresentazione, spesso avvalendosi di significative tecniche quali il collage ed il papier collé, privilegiando quindi le composizioni di oggetti a visioni polioculari dello stesso oggetto. Nell'opera del 1912, ad esempio, Picasso dipinse separatamente su cerata la trama intrecciata della seduta e poi la incollò alla tela. La stessa tecnica è stata utilizzata da Braque, che la perfezionò nel suo Piatto di frutta e vetro. Tra le tecniche preferite dai cubisti sintetici figura anche il lettering, e grande importanza ha l'utilizzo di carta stampata. Non è raro che le opere di questo periodo siano monocromatiche e si avvalgano di tecniche sperimentali. Tra i più importanti seguaci di questa corrente, oltre a Picasso e Braque che ne gettarono le basi, figura lo spagnolo Juan Gris.